# Gymnosoma brachypeltae
Gymnosoma brachypeltae là một loài ruồi trong họ Tachinidae.